# 東京大学総合研究博物館
東京大学総合研究博物館（とうきょうだいがくそうごうけんきゅうはくぶつかん、英称：The University Museum, The University of Tokyo, 略称：UMUT）は、国立大学法人東京大学の全学センターとして設置されている教育研究機関かつ博物館である。1966年（昭和41年）4月に開館した。
1966年（昭和41年）4月に東京大学総合研究資料館が発足。1996年（平成8年）5月11日に東京大学総合研究博物館として改組した。2002年（平成14年）1月12日には東京大学総合研究博物館小石川分館を開館。現在は専任教員、特任教員、特任研究員、外国人教員、専門職員併せて25人の研究スタッフを擁する。

## 施設
- 本館（本郷キャンパス内）

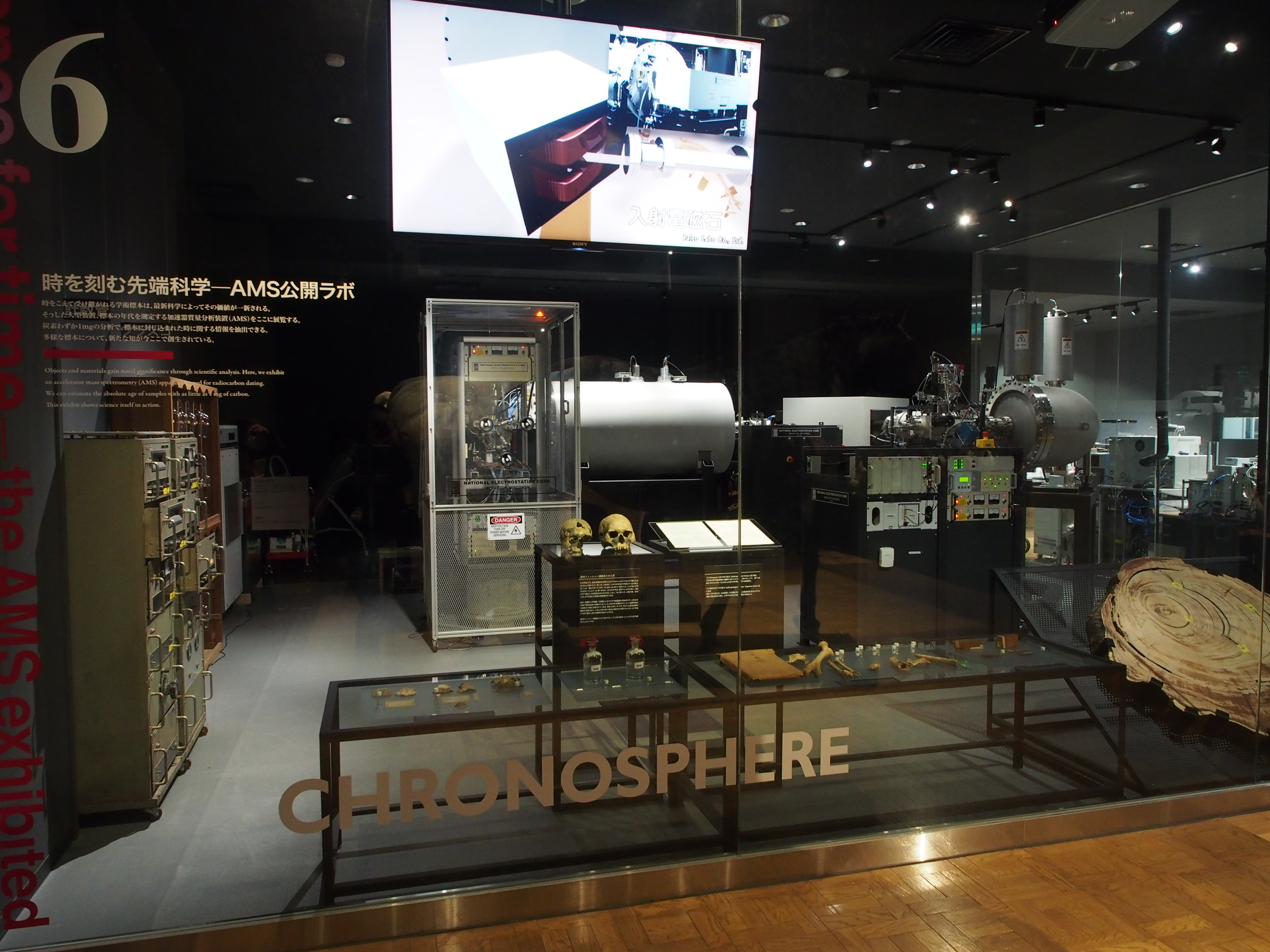
AMS公開ラボ

  - ユニバーシティ・ミュージアム・ギャラリー (UMG)
- 小石川分館（理学系研究科附属植物園内）
- インターメディアテク（JPタワー2・3階）

小石川分館により、本館でのより学術性の強い実験展示と、小石川分館の実験性の強いイベント企画とで、相互補完的な関係を有するようになった。

### 小石川分館

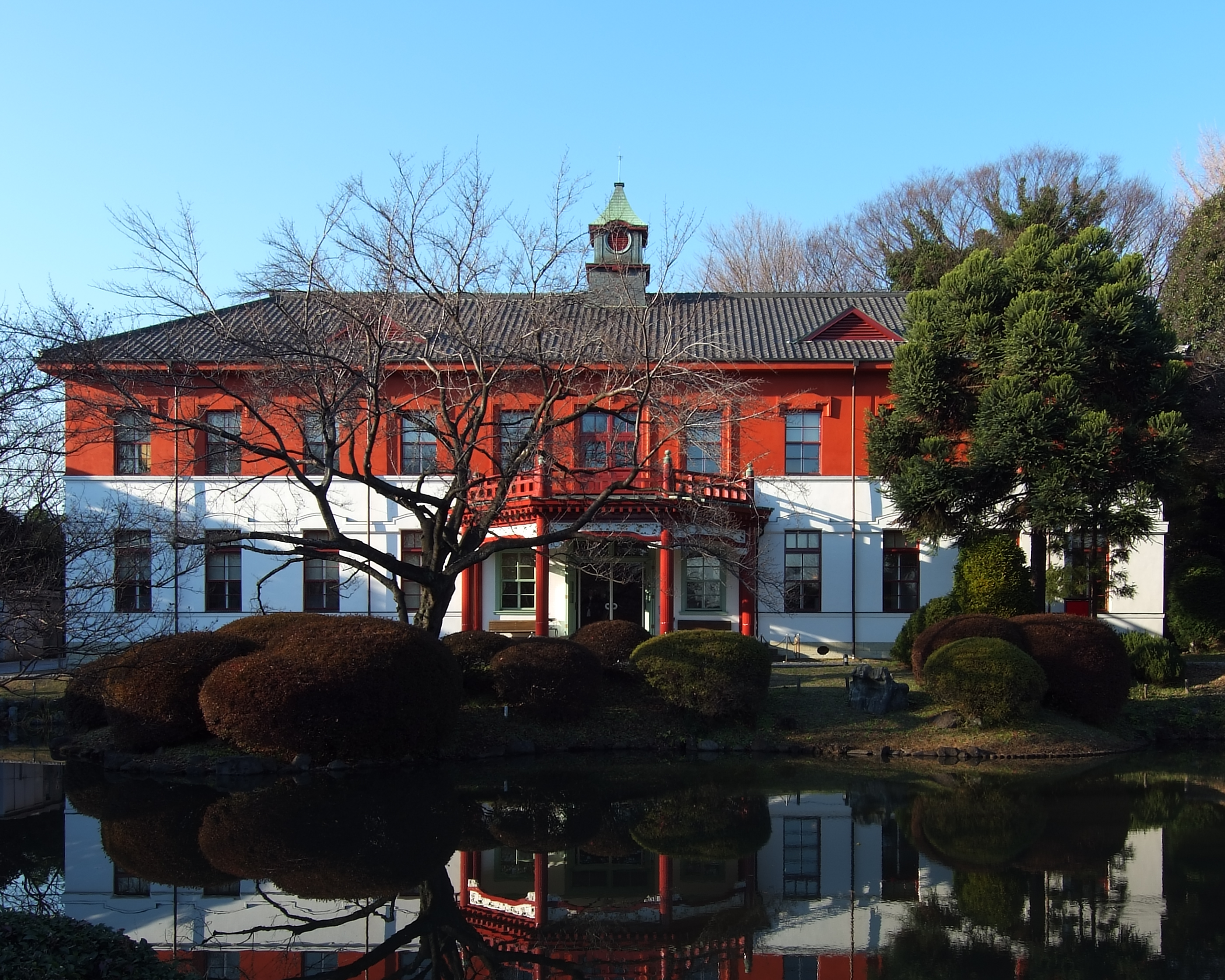
小石川分館（旧：東京医学校本館）

小石川分館の建物の形は、元々東京大学の前身の一つである東京医学校の本館である。1965年（昭和40年）に解体され、1969年（昭和44年）、現在の理学系研究科附属植物園内に移築復元された。明治初期の木造擬洋風建築特有の様相を残すとともに、東京大学の創立以前からの長い歩みを示す建物でもある。1970年（昭和45年）に重要文化財に指定された。

## 部門別の収蔵資料概要
総合研究博物館の資料部は地学系、生物系、文化史系に分かれ、これらの3系は下記のように計17の部門に分かれている。
- 地学系 - 鉱物、岩石・鉱床、鉱山、地史古生物、地理
- 生物系 - 植物、森林植物、薬学、動物、水産動物、人類・先史、医学
- 文化史系 - 考古、建築史、考古美術、美術史、文化人類

1966年に開館した旧・総合研究資料館は、鉱物、岩石・鉱床、鉱山、地史古生物、地理、植物、薬学、動物、人類・先史、医学、考古、文化人類の12部門で発足した。その後1967年に水産動物、考古美術の2部門、1968年に森林植物、建築史、美術史の3部門が加わった。これらの17部門では、東京大学の設立以来収集されてきた、各専門分野の学術標本・資料を保管し、分類・整理し、教育・研究活動に役立てている。

### 地学系
- 鉱物部門 - 鉱物とは、一般に「石」と呼ばれるもののうち、一定の化学組成と結晶構造を有するもののことで、後述の「岩石」とは区別される。鉱物を調査することによって、地球のみならず、太陽系を構成する物質の進化の過程を知ることができる。鉱物部門に属する標本類の中には隕石も含まれ、著名なアエンデ隕石もある。アエンデ隕石には太陽系最古の物質や、超新星爆発の際に吹き飛ばされた粒子を含んでいる。三菱鉱業の若林弥一郎が収集した「若林標本」と呼ばれる鉱物コレクションも当部門にある。
- 岩石・鉱床部門 - 本部門では、地球を研究対象とする学問である地質学の学術資料を所蔵する。ここでいう「岩石」とは「鉱物」の集合体であり、一定の化学組成をもたない物質である。岩石学分野では、地球を形成する火成岩、堆積岩、変成岩などの岩石がどのようにして生成したのかを研究する。鉱床学分野では、金属・非金属を含む地下資源がどのような自然現象によって生成されるのかを研究する。主要な収蔵品にクランツ鉱物標本や、日本国内・国外各地の鉱床産の鉱石標本などがある。総合研究資料館の初代館長であった渡辺武男とその弟子・学生による収集品もある。
- 鉱山部門 - 工学部地球システム工学科（現・システム創成学科）が、前身の工部大学校鉱山科以来、1世紀以上にわたって収集してきた世界各地の鉱山産出の鉱石と岩石の標本を有する。別子銅山の鉱石など、すでに閉山となった鉱山からの標本は学術的に貴重である。愛媛県市之川鉱山産出の輝安鉱の大型結晶の中には長さ1メートルを超えるものもある。
- 地史古生物部門 - 約6万点の古生物標本と約9千点の現生生物標本を有する。アンモナイト、三葉虫など地質時代に生息していた生物の化石は、古生物学のみならず地質学の諸分野の研究に欠かせない資料である。現生生物の標本には、潜水艇「しんかい」が持ち帰った深海生物の標本などがある。
- 地理部門 - 地球表面の環境と人間との関わりを探る部門である。所属資料には日本国内外の各種地図、海図、航空写真、サンゴ礁コア試料などがある。

### 生物系
- 植物部門 - 東大の初代植物学教授矢田部良吉の時代から蓄積されてきた植物標本（押し葉標本）を収蔵する。矢田部は江戸時代の本草学とは一線を画して、日本の植物相を解析する研究を行い、植物標本室を創設し、標本充実のための採集旅行を精力的に行った。多忙な矢田部に代わって標本を作成し、標本室の基礎を築いたのは、第2代教授の松村任三であるといわれる。その後蓄積された標本は約170万点に達し、世界有数の規模である。
- 森林植物部門 - 森林における植物の営みを研究する森林植物学の標本約14万点を収蔵する。中でも、戦前に猪熊泰三が採集した樺太（サハリン）と台湾の木本植物標本、パプアニューギニアにおける採集標本は、6万点に上る。菌類（キノコ）の乾燥標本の収集もある。
- 薬学部門 - 薬用資源としての植物の研究を行う部門で、生薬の標本約1万5千種と原植物の標本約3万種を有する。
- 動物部門 - 理学部において収集されてきた、動物の主に分類学的研究に利用されてきた標本類を収蔵する。なかでも魚類標本が大きな比重を占め、約30万点に及ぶ。
- 水産動物部門 - 農学部水産学科（現農学生命科学研究科水圏生物科学専攻）により収集されてきた魚類、頭足類などの水産生物の標本を収蔵する。特にサメ類の標本が充実している。
- 人類先史部門 - 収蔵資料には理学部人類学教室において収集されてきた人骨、石器・土器・土偶などの先史時代遺物、土俗資料等を含む。エドワード・S・モースが発掘した大森貝塚出土品、弥生土器の命名の由来となった本郷弥生町出土の壺形土器、「明石原人」の寛骨の模型標本（原品は紛失）などがある。
- 医学部門 - 医学部において、解剖学、病理学、法医学、皮膚科学、外科学、医学史などの研究・教育用に蓄積されてきた標本類を収蔵する。古いものでは、1888年に当時のフランス領事から購入した、エジプト末期王朝のミイラがある。そのほか、1863年フランス製の眼球模型、皮膚科疾患の記録に用いられたムラージュ（皮膚疾患の蝋製の立体模型）などがある。

### 文化史系

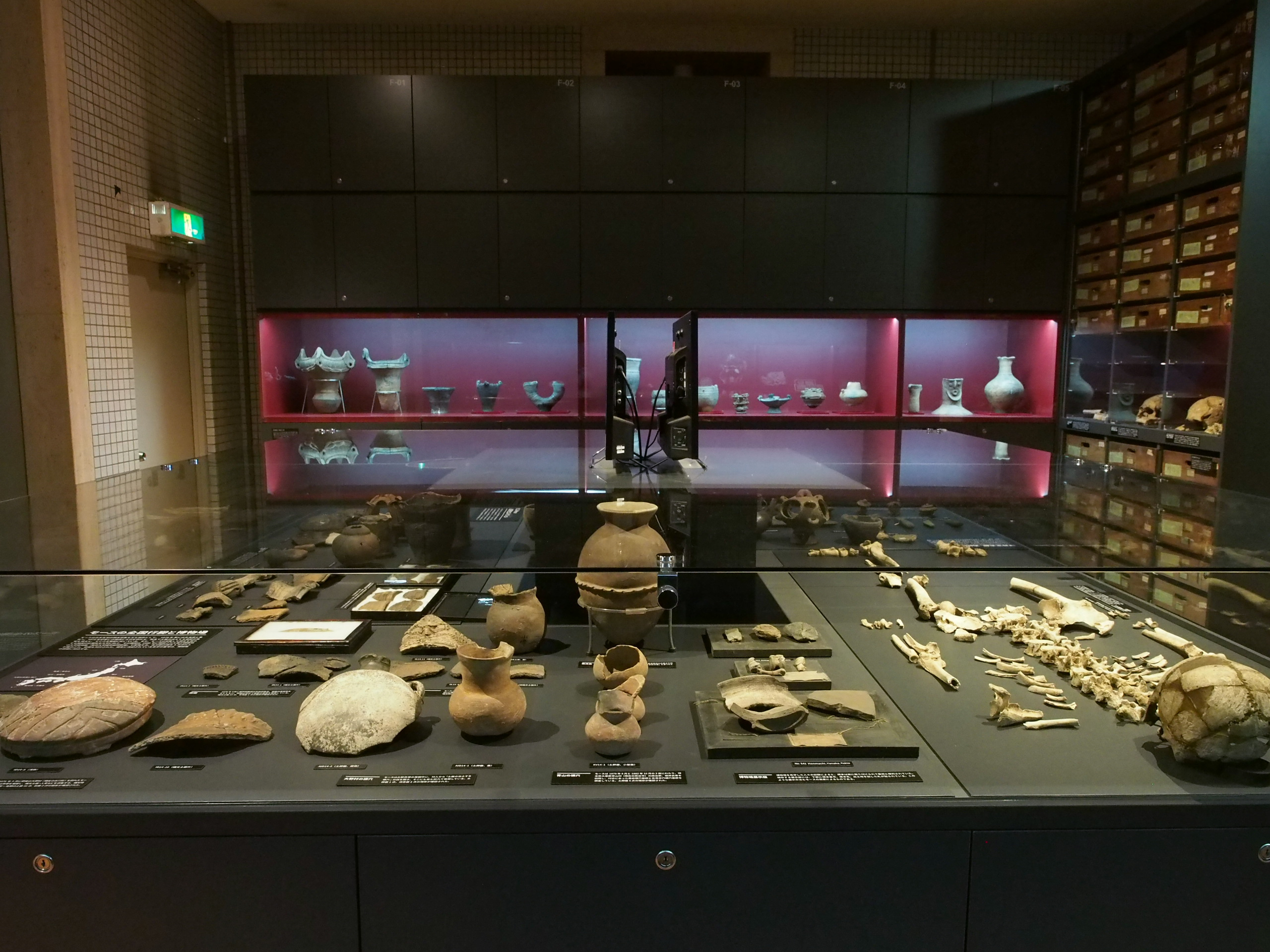
考古学展示

- 考古部門 - 中国、朝鮮半島、北海道を中心とした、石器、土器、青銅器などの考古資料を収蔵する。特に戦前の中国、朝鮮の出土品は、文化財の国外持ち出しが制限されている現在では収集不可能となった貴重なものである。
- 建築史部門 - 収蔵品は、東京帝国大学教授で日本の建築史の草分けである関野貞の収集品を中心とする。関野が中国と朝鮮半島で収集した瓦、甎、土器、石碑の拓本、古写真などが主なものである。
- 考古美術部門 - 当部門の主要な収蔵品は、1956年以来東大が継続しているイラク・イラン遺跡調査による出土品である。1970年頃から、イラク・イランでは古文化財の国外持ち出しが制限され、完形の土器などの優品の収集は困難になった。そのため、優品の多くは、それ以前の収集であり、江上波夫（東洋文化研究所所長）を団長とするイラク・イラン遺跡調査団による調査（1956年から1965年までに前後5回）によってもたらされたイラク北部のテル・サラサート遺跡出土品などが代表的なものである。
- 美術史部門 - 中国・朝鮮・日本の陶磁器などの実物資料のほか、美術作品の模写、拓本、写真資料などの研究資料を収蔵する。江戸時代を代表する狩野派の絵師・狩野探幽は古画の模写を精力的に行い、鑑定や弟子の教育に役立てたが、その探幽による古画の縮小模写を集成した『探幽縮図』は絵画史の研究資料としても貴重なものである。法隆寺金堂壁画の原寸大コロタイプ複製は、火災に遭う前の同壁画の画面の状態を知る上で貴重な資料である。
- 文化人類部門 - 1958年以来東京大学が進めてきたアンデス地帯学術調査団によってもたらされた石器、土器、織物等の考古資料が収蔵品の中心である。東大の調査団は、1960年から行われたペルー北部の発掘調査で、それまで知られていたチャビン文化（紀元前800年頃）をさらにさかのぼるコトシュ遺跡の神殿を発見し、古代アンデス文明の形成過程の解明に大きく寄与した。

## 教育および研究

### 研究部
- キュラトリアル・ワーク研究系
- 博物資源開発研究系
- 博物情報メディア研究系
- 大学アーカイブ室
- ミュージアムテクノロジー寄付研究部門
- インターメディアテク寄付研究部門

### 大学院教育
総合研究博物館の専任教員は、東京大学大学院の研究科等に所属して大学院教育を行っている。本館教員の指導の下で修士・博士課程の大学院生として勉学をするには、当該教員が所属する研究科の専攻に入学する必要がある。

## 沿革

### 東京大学総合研究資料館
- 1966年（昭和41年）4月1日 - 東京大学総合研究資料館発足。地理、鉱山、地史古生物、鉱物、岩石・鉱床、動物、植物、医学、薬学、考古、人類・先史、文化人類の12資料部門、定員職員5名。
- 1967年（昭和42年）3月15日 - 増築1,092m2竣工、考古美術、水産動物の2部門増設、14資料部門となる。
- 1968年（昭和43年）3月25日 - 増築2,318m2増築（新館）竣工、森林植物、美術史、建築史の3部門増設、17資料部門となる。
- 1969年（昭和44年）3月31日 - 東京大学総合研究資料館業績集創刊号刊行。
- 1970年（昭和45年）3月31日 -　東京大学総合研究資料館研究報告創刊号刊行。
- 1976年（昭和51年）1月11日 - 東京大学総合研究資料館標本資料報告創刊号刊行。
- 1984年（昭和59年）
  - 3月24日 - 増築3,453m2竣工。東洋文化研究所と交換分合により2,737m2引き渡し。面積合計5,771m2。
  - 5月10日 - 東京大学総合研究資料館ニュース創刊号刊行。
- 1986年（昭和61年）11月28日 - 創立20周年記念シンポジウム『東アジア・西太平洋地域の生物地理』開催（ - 同年11月29日）
- 1990年（平成2年）11月14日 - 国際シンポジウム『アジアにおける現生人類の進化と拡散』開催。
- 1993年（平成5年）11月15日 - 第1回学芸員専修コース開催（以降、毎年）
- 1994年（平成6年）6月8日 - ペルー共和国フジモリ大統領来館
- 1995年（平成7年）
  - 3月31日 - 増築2996m2（新館）竣工
  - 112月11日 - 天皇皇后行幸啓

### 東京大学総合研究博物館
- 1996年（平成8年）
  - 5月11日 - 東京大学総合研究博物館発足。改組により、研究部にキュラトリアル・ワーク研究系、博物資源開発研究系、博物情報メディア研究系の3研究系確立。
  - 9月9日 - 総合研究博物館開館記念特別展示・東京大学コレクションⅢ『歴史の文字―記載・活字・活版』展開催（ - 同年10月13日）。ウロボロス創刊号刊行。
- 2000年（平成12年）10月26日 - シーボルト収集日本産植物標本コレクション贈呈式開催。
- 2002年（平成14年）
  - 1月12日 - 東京大学総合研究博物館小石川分館開館。
  - 10月1日 - ミュージアム・テクノロジー寄附研究部門発足。
- 2006年（平成18年）7月19日 - 博物館ホームページ・リニューアル版公開開始。
- 2007年（平成19年）10月15日 - 懐徳門竣工。
- 2009年（平成21年）4月1日 - インターメディアテク (IMT) 寄付研究部門発足。
- 2015年（平成27年）5月29日 - AMS公開ラボ竣工。

## 歴代館長
東京大学総合研究資料館（1966年 - 1996年5月10日）
1. 渡辺武男（1965年4月1日 - 1968年3月31日）
2. 原寛（1968年4月1日 - 1971年3月31日）
3. 太田博太郎（1971年4月1日 - 1973年3月31日）
4. 関野雄（1973年4月1日 - 1976年4月1日）
5. 江上信雄（1975年4月1日 - 1977年3月31日）
6. 渡邊直経（1978年4月1日 - 1980年3月31日）
7. 稲垣榮三（1980年4月1日 - 1984年3月31日）
8. 埴原和郎（1984年4月1日 - 1985年3月31日）
9. 能勢幸雄（1985年4月1日 - 1987年3月31日）
10. 武内壽久禰（1987年4月1日 - 1989年3月31日）
11. 養老孟司（1989年4月1日 - 1993年3月31日）
12. 青柳正規（1993年4月1日 - 1996年3月31日）
13. 林良博（1996年4月1日 - 5月11日）

東京大学総合研究博物館（1996年5月11日 - ）
1. 林良博（1996年5月11日 - 1999年3月31日）
2. 川口昭彦（1999年4月1日 - 2001年3月31日）
3. 高橋進（2001年4月1日 - 2006年3月31日）
4. 林良博（2006年4月1日 - 2010年3月31日）
5. 西野嘉章（2010年4月1日 - 2017年3月31日）
6. 諏訪元（2017年4月1日 - 2020年3月31日）
7. 西秋良宏（2020年4月1日 - ）

## 文化財

### 重要文化財
- 旧東京医学校本館（小石川分館所在）
- 大森貝塚出土品一括 東京都品川区大井出土
  - 土器類 16箇（壺形土器2、鉢形土器5、浅鉢形土器2、埦形土器4、台付土器1、注口土器1、釣手形土器1）
  - 石器類 3箇（打製石斧1、砥石2）
  - 土版残欠 5箇
  - 土錐形土製品残欠 1箇
  - 石棒残欠 3箇
  - 附：土器破片 一括
  - 附：人骨・獣骨・鳥骨・貝類等 一括
- 本郷弥生町出土壺形土器
- 銅戈鎔笵 福岡県遠賀郡岡垣町吉木出土
- 土面 秋田県能代市二ツ井町麻生出土
- 埴輪男子跪坐像 茨城県鉾田市青柳不二内出土
- 埴輪女子像 宇都宮市雀の宮（菖蒲塚）出土

東京大学保管の国宝・重要文化財については「東京大学史料編纂所」の項も参照のこと。

## 交通アクセス
本館
- 東京メトロ丸ノ内線本郷三丁目駅より徒歩6分
- 都営地下鉄大江戸線本郷三丁目駅より徒歩3分
- 東京メトロ南北線東大前駅より徒歩15分
- JR 御茶ノ水駅、上野駅、御徒町駅より都営バス「東大構内行」に乗車、「龍岡門前」下車徒歩5分

小石川分館
- 東京メトロ丸ノ内線茗荷谷駅より徒歩8分